# تتیانا ارفیوا
تتیانا ارفیوا (اوکراینی: Тетяна Сергіївна Арефиева؛ زادهٔ ۹ مارس ۱۹۹۱) تنیس‌باز اهل اوکراین است.